# Alej andělů
Alej andělů (rusky Аллея ангелов) či Andělská alej v Doněcku je památník dětí z Donbasu, které zahynuly v roce 2014 během počáteční fáze války na Donbase. Nachází se v Parku Leninského komsomolu na sever od centra města. Památník je využíván ruskou propagandou, která tvrdí, že jde o oběti ukrajinské agrese, i když příčiny války ani důvody smrti jednotlivých dětí nejsou tak jednoznačné. Mezi lety 2014–2022 zemřelo na Donbase v důsledku bojů mezi Ukrajinou a separatisty podporovanými Ruskem asi 140–149 dětí.

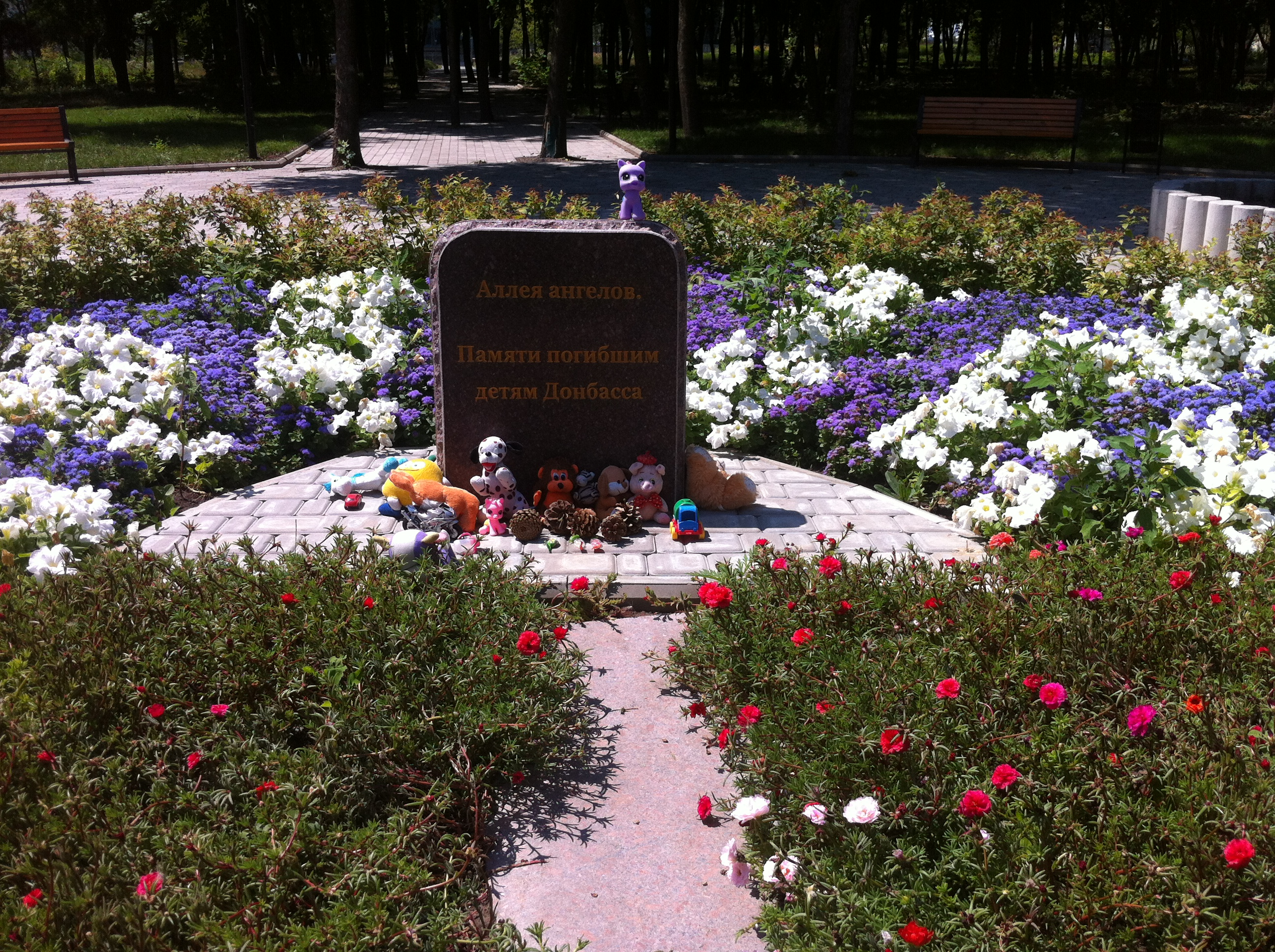
Pamětní deska

## Památník
U vchodu do aleje se nachází ocelový oblouk „obrostlý“ kovanými růžemi (mj. hlavní pěstitelský symbol Doněcka), mezi nimiž jsou řídce propleteny kulometné náboje. Na oblouku sedí několik holubic; je na něm také zavěšen pamětní zvon, zhotovený z nábojnice houfnicového granátu ráže 152 mm. Autorem díla je kovář Viktor Michajlov. Pod obloukem je umístěna žulová deska se jmény a věkem 66 obětí.
Prostá pamětní deska s nápisem „Alej andělů – památník padlým donbaským dětem“ byla v aleji odhalena 5. května 2015. Oblouk a deska se jmény byly instalovány v srpnu 2015. Dne 1. června 2017 byla do aleje doplněna pamětní socha. Představuje donbaského chlapce Kirilla Sidorjuka (29. září 2001 – 29. srpna 2014) a jeho mladší sestru, již měl podle zvěsti při ostřelování chránit svým tělem, přičemž sám zahynul. Sochu podle návrhu Igora Martynova vytvořil Denis Selezňov.

## Další oběti a souvislosti
V říjnu 2018 ukrajinský UNICEF na Twitteru uvedl, že od počátku bojů na východní Ukrajině mají zejména miny na svědomí již na 140 dětských obětí. Ukrajinský zástupce OSN v červnu 2020 uvedl počet 147 dětských obětí, které spojil s ruskou agresí na Ukrajině. V únoru 2022 propuknuvší válka na Ukrajině přinesla mnohem více dětských obětí. V únoru 2024 zpráva OSN uvedla, že dosud stála život 587 dětí.
Kritici zdůrazňují zjevný fakt, že odpovědnost za oběti bojů nelze cele přiřknout pouze jediné straně. Další kritika, často z řad oponentů ruského státu, také uvádí, že doněcký památník se stává předmětem nevhodných protiukrajinských nálad a narativů, které období bojů let 2014–2022 na východní Ukrajině např. označují za genocidu páchanou na rusky hovořícím obyvatelstvu. Taková tvrzení jsou rozporována Evropskou komisí nebo nezávislými žurnalisty.